# Осокино (Ростовская область)
Осо́кино — посёлок в Зерноградском районе Ростовской области России.
Входит в состав Манычского сельского поселения.

## История
Указом Президиума Верховного Совета РСФСР от 24 февраля 1988 года посёлок второго отделения Манычского зерносовхоза переименован в Осокино.

## Население
| 2010 |
| ---- |
| 198  |

## Улицы
- ул. Майская,
- ул. Новая,
- ул. Садовая.